# Boarmia dentata
Boarmia dentata är en fjärilsart som beskrevs av Walker 1866. Boarmia dentata ingår i släktet Boarmia och familjen mätare. Inga underarter finns listade i Catalogue of Life.